# Relazione d'alcune cose della Nuova Spagna e della gran città di Temestitan Messico
La Relazione d'alcune cose della Nuova Spagna e della gran città di Temestitan Messico (in spagnolo: Relación de algunas cosas de la Nueva España, y de la gran ciudad de Temestitán México), o Relazione del conquistatore anonimo, è un documento storico databile al XVI secolo, uno dei pochi resoconti contemporanei spagnoli sopravvissuti al periodo della conquista spagnola dell'impero azteco e del Messico centrale (1519-1521).
L'autore del documento è sconosciuto; di solito ci si riferisce a lui come a "un compagno di Hernan Cortes, il conquistatore anonimo" (o semplicemente "il conquistatore anonimo").
Il testo originale spagnolo è andato perduto. L'opera fu pubblicata nel 1556 dal Gianbattista Ramusio in italiano (con il titolo Relatione di alcune cose della nuova Spagna, & della gran città di Temestitán Messico; fatta per uno gentil'homo del signor Fernando Cortese), e poi da questa tradotto in inglese, spagnolo e francese.
La Relación offre descrizioni della vita e della cultura di Aztechi/Mexica precolombiani e dei vicini popoli che abitavano la Valle del Messico, così come furono incontrati la prima volta dalla spedizione dei conquistadores guidati da Hernán Cortés. Quest'opera descrive tutto, dalle terre agli animali, dagli aspetti militari al cibo ed alle bevande, dalla religione al governo politico, fino all'architettura ed oltre. Gli storici sono divisi sul fatto che il libro sia stato scritto su esperienze personali o in base ai racconti riportati dai primi esploratori.